# Kirche zum Guten Hirten (Weil am Rhein)

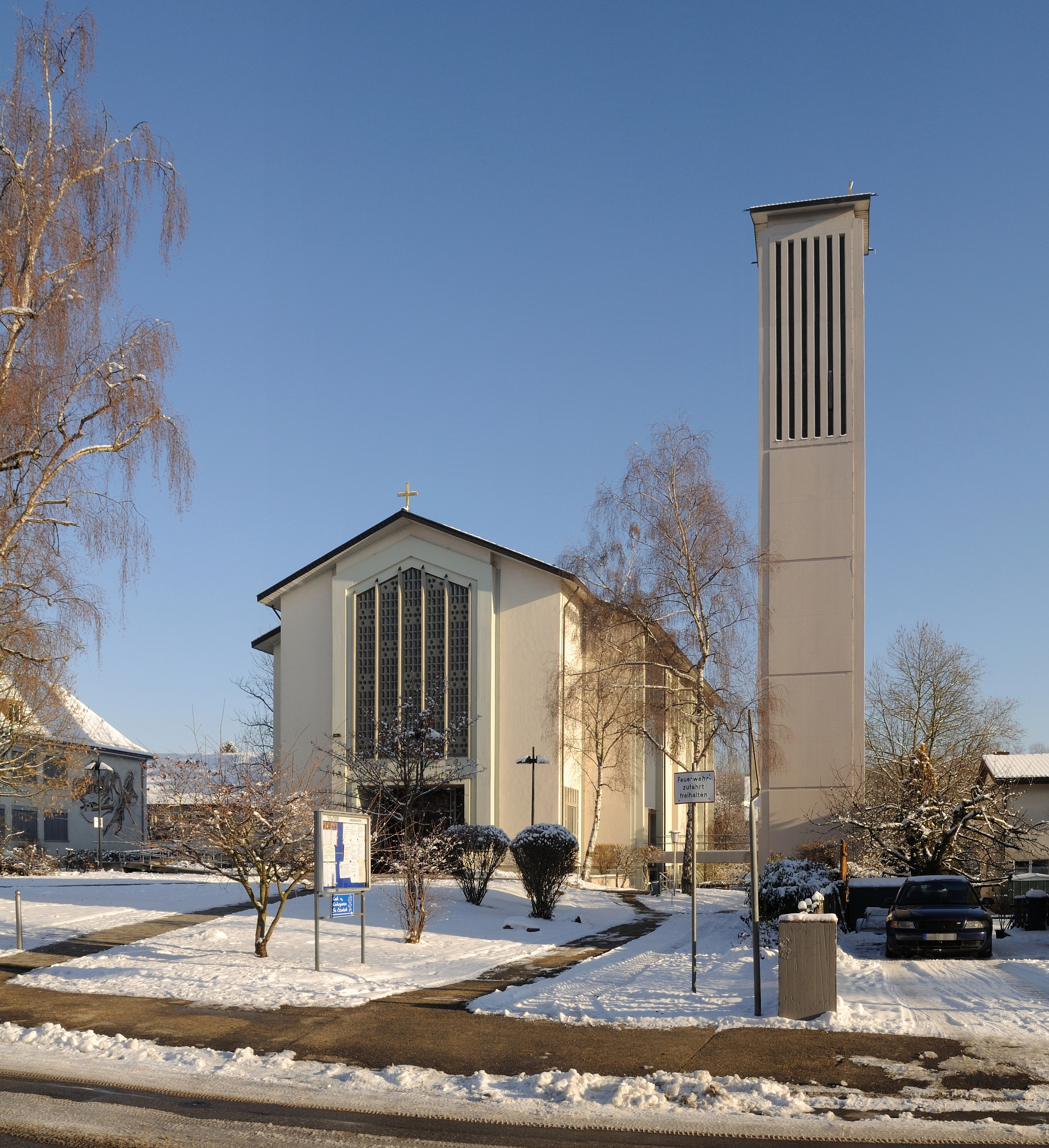
Katholische Kirche „Zum Guten Hirten“

Die Kirche zum Guten Hirten (seltener: Pax-Christi-Kirche) in Weil am Rhein ist eine katholische Pfarrkirche aus den 1950er Jahren im Stadtteil Friedlingen. Die moderne Kirche hat einen rechteckigen Saalbau und einen davon abgetrennten Glockenturm. Sie wurde zum Mittelpunkt der 1945 gegründeten Pax-Christi-Bewegung.

## Geschichte

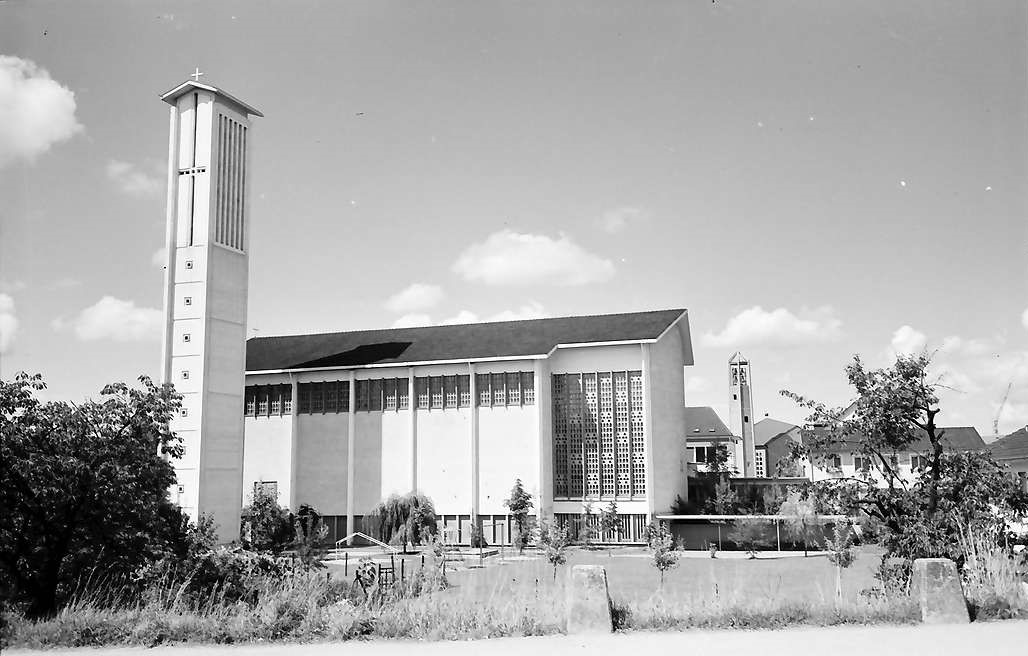
Kirche zum Guten Hirten 1963

Die katholische Pfarrei aus dem Jahr 1937 musste infolge der rasch anwachsenden Bevölkerung 1957 geteilt werden. Eine Kirche gab es zu diesem Zeitpunkt für die Gemeindemitglieder noch nicht. Erst nach dem Zweiten Weltkrieg holte man beim Erzbischöflichen Ordinariat die Genehmigung für den Kirchenbau ein, die am 12. November 1954 erteilt wurde.
In dieser Folge wurde in den Jahren 1955 bis 1957 nach Plänen des Basler Architekten Hermann Berger die Kirche zum Guten Hirten erbaut. Eingeweiht wurde sie am 10. November 1957 von damaligen Weihbischof und späteren Erzbischof von Freiburg Hermann Schäufele.
Erst nach der Kirchenweihe, nämlich am 31. Juli 1960 wurde die Orgel und am 17. Dezember 1967 wurden die Glocken eingeweiht.

## Beschreibung

### Bauwerk
Die Kirche befindet sich zwischen der Hauptstraße und der Rheinschule im Stadtteil Friedlingen und steht in Nachbarschaft zur Anfang der 1960er Jahre errichteten Evangelischen Friedenskirche. Die Saalkirche hat einen quaderförmigen Baukörper und misst 34,5 Meter in der Länge, 19 Meter in der Breite und 13 Meter in der Höhe. Das Dach ist über ein flaches Satteldach gedeckt. An der südwestlichen Ecke steht ein 35 Meter hoher freier, rechteckiger Campanile, der mit der Kirche über eine kleine Brücke verbunden ist. Unter der Brücke befindet sich der Eingang zum Gemeindesaal mit daran anschließendem Freigelände. Die Kirche selbst ist über einen Vorplatz erreichbar und über den Haupteingang wahlweise über eine Treppe oder eine rollstuhlgerechte Rampe zu betreten.

### Ausstattung
Die Betonelemente der Nord- und Südwand des Chors sind durch farbige Oberlichtbänder unterbrochen. Die Verglasung stammt vom Freiburger Künstler Benedikt Schaufelberger, der auch das Mosaikkreuz und weitere Arbeiten der Kirche erschuf. Auf der Südseite der Kirche schuf er den Kreuzweg in Mosaiktechnik, an der Nordseite die Gemälde vom Seligen Bernhard von Baden, die Märtyrer von Uganda und die Pietà.
Der wuchtige Altar aus Granit von Leonhard Eder ist erhöht in der Mitte des Chorraums aufgestellt. Rechts neben dem Altar steht das Tabernakel des Goldschmieds Nikolaus Epp. Ebenfalls aus Granit ist der einfache Ambo.

### Orgel
1960 erwarb man eine Orgel, die für eine Kirche in Norddeutschland gebaut worden war. Das Instrument von Rohlfing aus Nattberg bei Osnabrück arbeitet mit elektropneumatischer Traktur und Kegellade, verfügt über zwei Manuale, Pedal und 33 Register. Ursprünglich war der Ausbau auf drei Manuale vorgesehen, dieser wurde nicht verwirklicht. Der Freipfeifenprospekt ist in zwei Hälften geteilt, die Prospektpfeifen sind aber nicht klingend. Als 2024 immer deutlicher wurde, dass diese Orgel in einem äußerst renovierungsbedürftigen Zustand ist, ergab sich, dass die Orgel der Kirche St. Peter im benachbarten Lörrach „frei“ wurde, weil die Kirche wegen eines Dachschadens nicht mehr benutzbar und die dortige Orgel der Werkstatt Fischer + Krämer Orgelbau aus Endingen am Kaiserstuhl durch eindringendes Wasser gefährdet war. Diese Orgel wurde erworben und von der Manufaktur Waldkircher Orgelbau Jäger & Brommer in St.Peter ausgebaut, getrocknet und im Guten Hirten wieder aufgebaut. Diese Prozedur war aufwändig und kostspielig. Zu Weihnachten 2024 war die Orgel mit 14 Registern teilweise nutzbar, endgültig fertig war sie im Februar 2025 und am 11. Mai 2025 wurde sie bei einem Festgottesdienst feierlich wieder in Betrieb genommen. Das „neue“ Instrument verfügt über 32 Register auf drei Manualen und Pedal. Die vorige Rohlfing-Orgel fand in Kroatien eine neue Heimat.

### Glocken

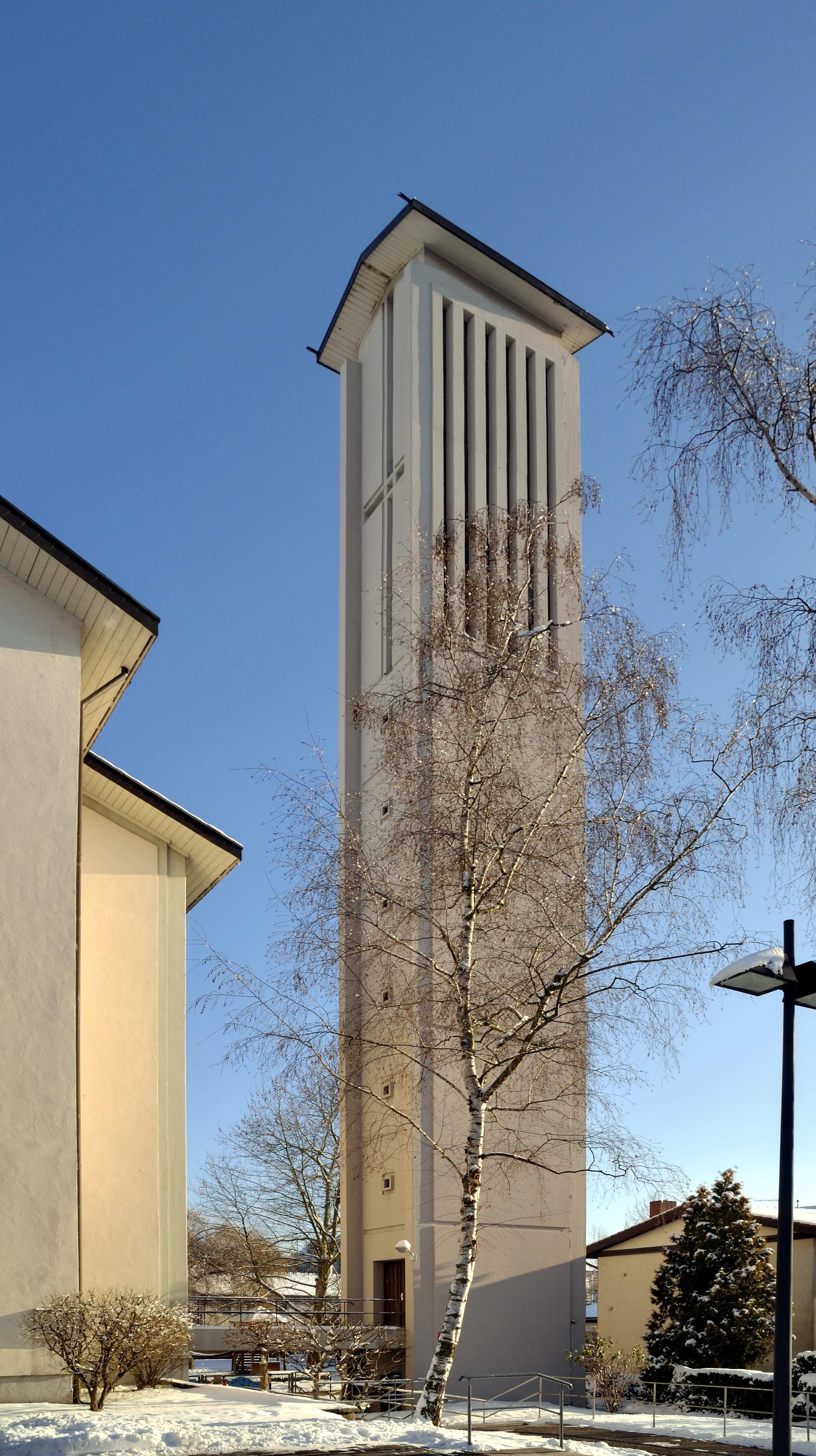
Glockenturm

Das erst 1968 in den Turm eingehängte Glockengeläut aus fünf Bronzeglocken stammt von der Gießerei Friedrich Wilhelm Schilling in Heidelberg.
| Glocke | Name                             | Durchmesser | Gewicht  | Schlagton |
| ------ | -------------------------------- | ----------- | -------- | --------- |
| 1      | Friedensglocke                   | 1317 mm     | 1606 kg0 | e′+2      |
| 2      | Märtyrer Uganda und Bruder Klaus | 1092 mm     | 921 kg   | g′+4      |
| 3      | Marienglocke                     | 0980 mm     | 672 kg   | a′+2      |
| 4      | Engelsglocke                     | 0870 mm     | 460 kg   | h′+2      |